# Wurzbach
Pour les articles homonymes, voir Wurzbach.
Wurzbach est une ville située dans l'arrondissement de Saale-Orla dans le sud de la Thuringe en Allemagne. Elle est située à 33 km au sud-est de Saalfeld et à 45 km au nord-ouest de Hof.